# 春田駅

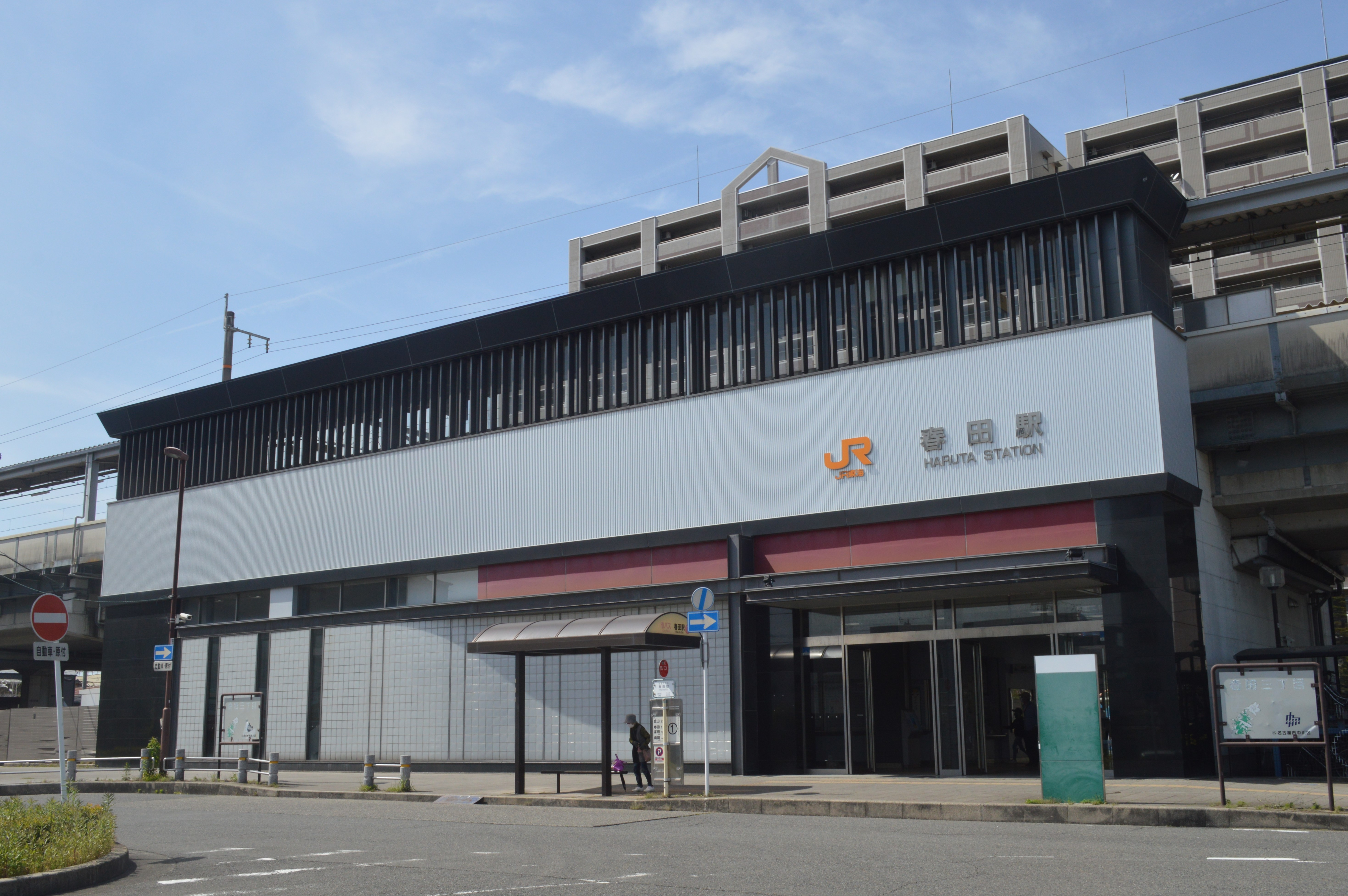
南口（2023年4月）

春田駅（はるたえき）は、愛知県名古屋市中川区春田二丁目にある、東海旅客鉄道（JR東海）関西本線の駅である。駅番号はCJ02。
運行形態の詳細は「関西線 (名古屋地区)」を参照。

## 歴史
1972年（昭和47年）に地元から駅設置の請願が出されており、名古屋市議会が国鉄総裁充てに意見書を提出するなど、陳情活動が行われてきた。国鉄民営化後、1992年（平成4年）6月に名古屋市と東海旅客鉄道（JR東海）との間で駅設置に関する基本協定が結ばれ、請願駅として地元負担の新駅として計画が進められることになった。その後、1998年（平成10年）に駅周辺地区が市街地整備総合支援事業に指定され、名古屋市、名古屋市住宅供給公社、JR東海の間で基本協定と工事協定が結ばれ、1999年（平成11年）から駅本体を着工することとなった。
当初は「富田駅」の仮称で構想されていたが、関西本線には既に富田駅が三重県に存在していたため、基本協定締結時には「春田新駅」の仮称で事業化された。そして、そのまま春田駅が駅名に採用された。
なお、伊勢湾台風からの復旧過程で、1959年（昭和34年）11月6日より、現在の当駅近傍に富田町仮乗降場が臨時に設置されたとの記録がある。いつまで設置されていたのかは不明。

### 年表
- 1993年（平成5年）7月18日：八田 - 蟹江間に春田信号場開設[8]。
- 2001年（平成13年）3月3日：駅に昇格[1]。
- 2006年（平成18年）
  - 7月：IC乗車券「TOICA」供用準備のため、ICカード読み取り機のついた簡易型自動改札機に更新[要出典]。
  - 11月25日：ICカード「TOICA」の利用が可能となる。
- 2021年（令和3年）
  - 1月31日：JR全線きっぷうりばの営業を終了[9]。
  - 2月1日：集中旅客サービスシステム（現・お客様サポートサービス）の使用開始に伴い終日無人化[9][2]。サポートつき指定席券売機を導入[9][2]。
- 2022年（令和4年）3月12日：ダイヤ改正により、区間快速の停車駅となる[10]。

## 駅構造
有効長146mの相対式ホーム2面2線を持つ交換可能な高架駅である。南側の線路（1番線）が主本線、北側の線路（2番線）が行違線となる一線スルー方式を採っており、通過列車は列車交換を行わない限り1番線を経由するが、停車列車は方向別にホームを使い分けている。
桑名駅が管理する無人駅である。高架下の駅舎内部には自動券売機、サポートつき指定席券売機、自動改札機が設置されている。バリアフリー対応として各ホームへ連絡するエレベーターが設置されている。
JRの特定都区市内制度における「名古屋市内」の駅であり、関西本線では最も西になる。

### のりば
| 番線 | 路線        | 方向 | 行先       | 備考                |
| ---- | ----------- | ---- | ---------- | ------------------- |
| 1    | CJ 関西本線 | 下り | 四日市方面 | 一部は2番線から発車 |
| 2    | CJ 関西本線 | 上り | 名古屋方面 |                     |

（出典：JR東海:駅構内図）
かつては2番線から発車する下り列車が1日1本だけあった（2021年（令和3年）3月改正ダイヤでは、9時58分発四日市行き普通）。2022年（令和4年）3月改正ダイヤで2番線から発車する下り列車は設定されていない。

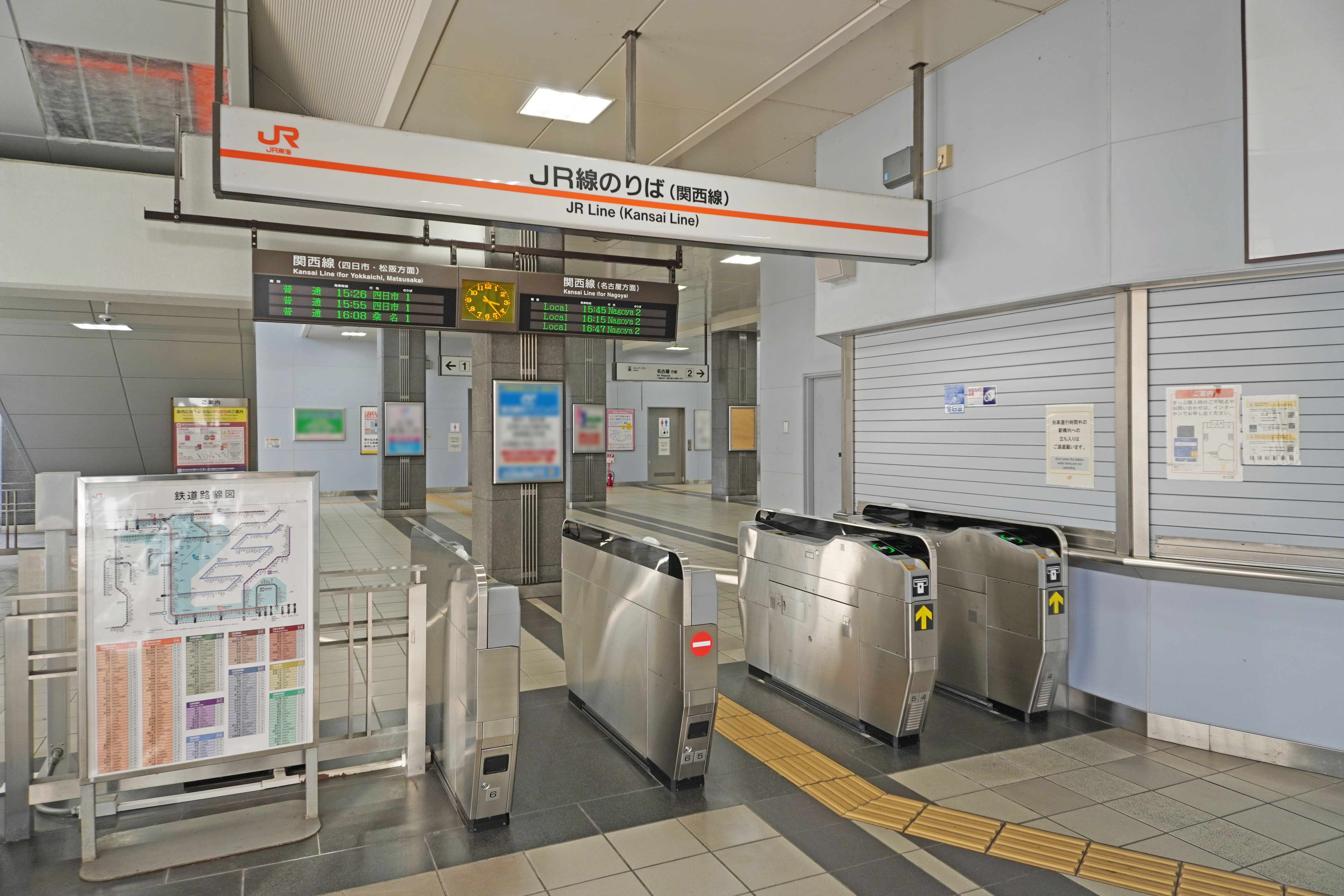
改札口（2023年1月）
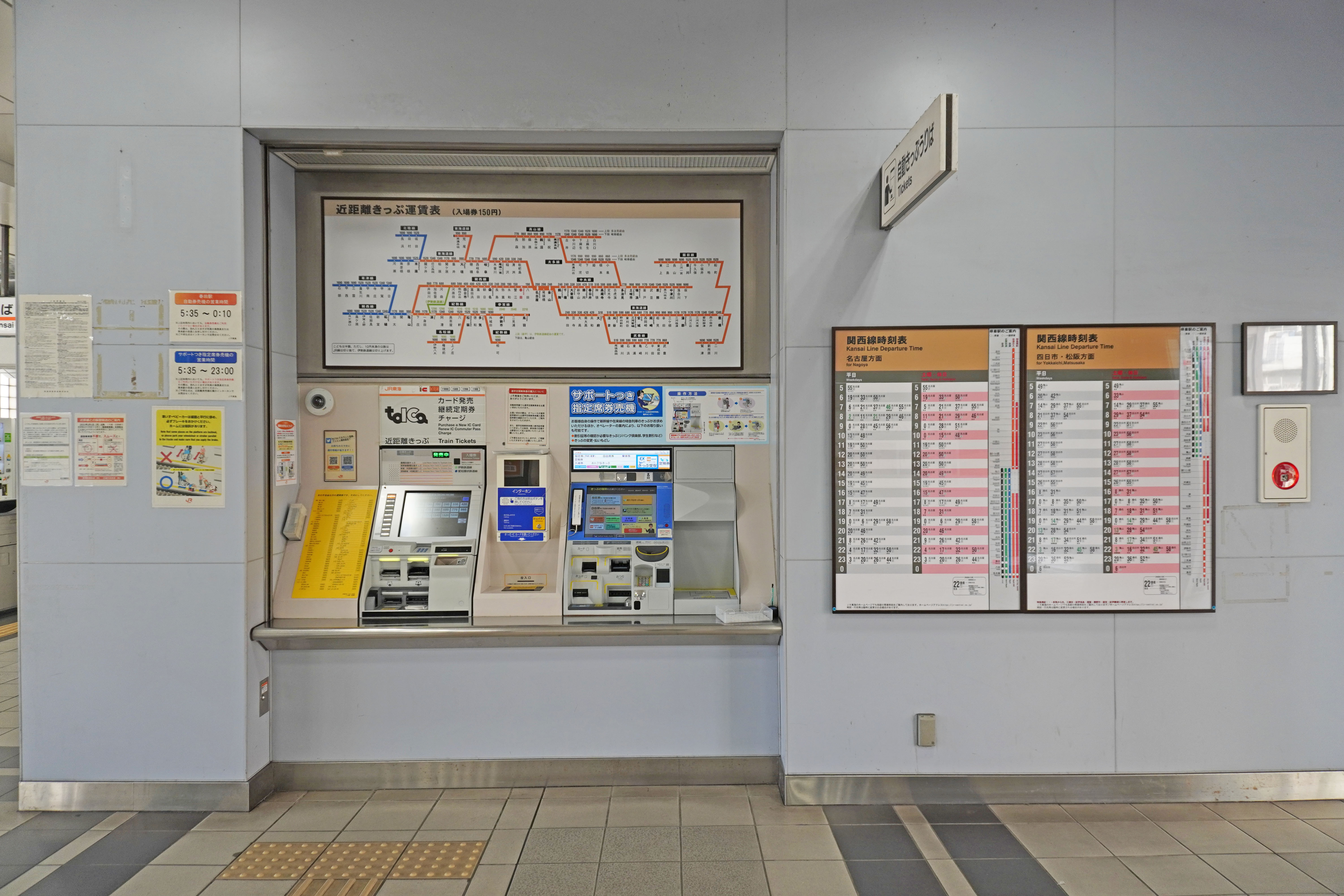
切符売り場（2023年1月）
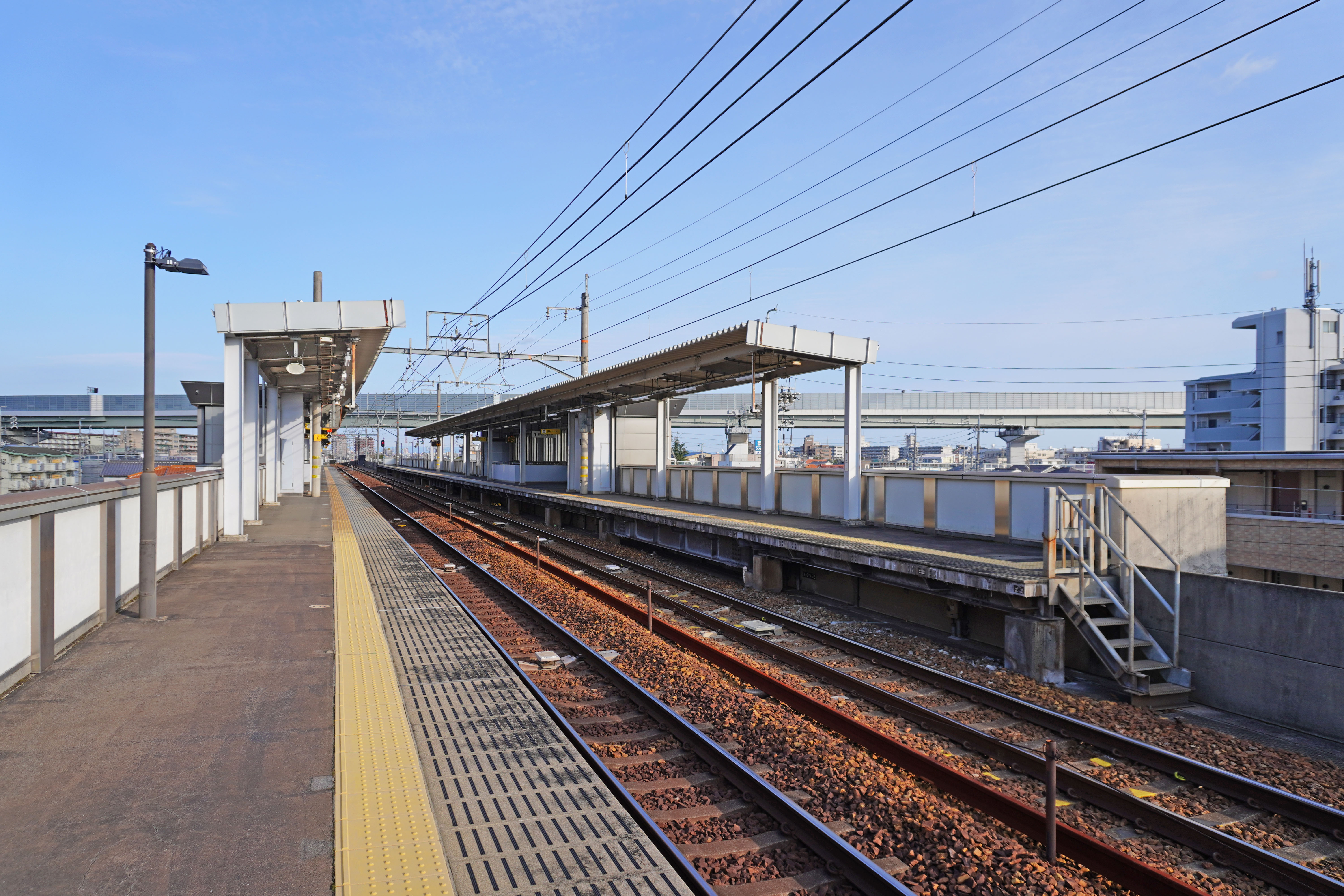
ホーム（2023年1月）
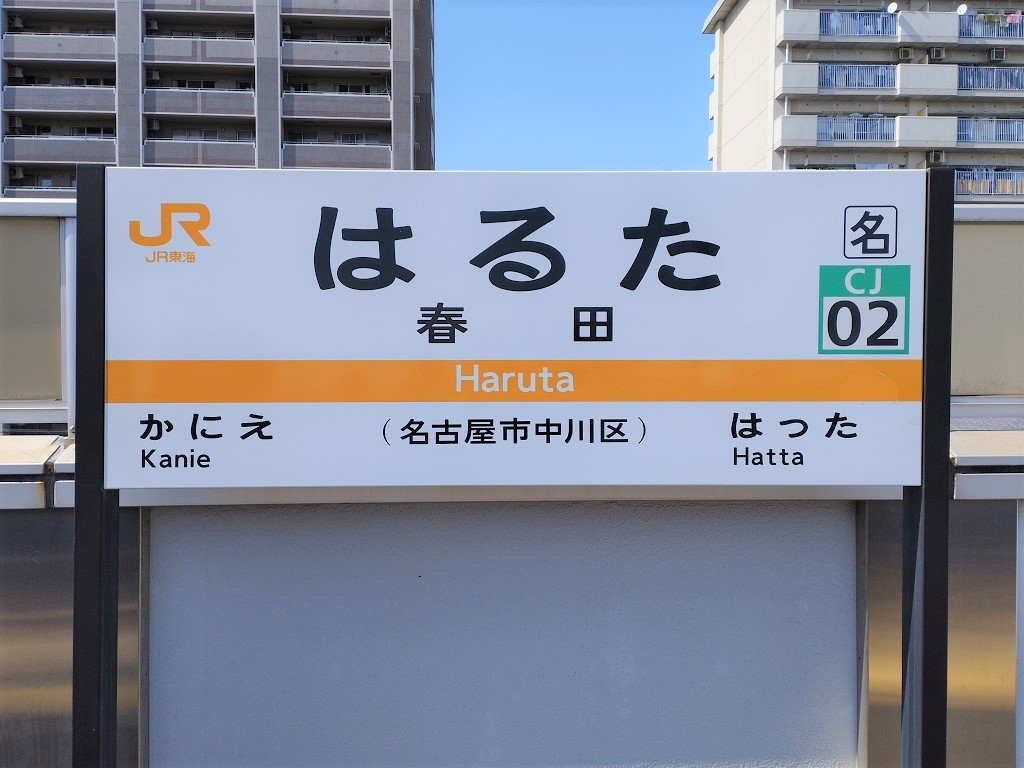
駅名標（2022年4月）

## 利用状況
開業前は乗降客が4,000人程度と見込まれていた。
「名古屋市統計年鑑」によると、当駅の一日平均乗車人員（降車人員は含まず）は以下の通りに推移している。
| 年度   | 一日平均 乗車人員 |
| ------ | ----------------- |
| 2000年 | 1,262             |
| 2001年 | 1,611             |
| 2002年 | 2,006             |
| 2003年 | 2,255             |
| 2004年 | 2,495             |
| 2005年 | 2,715             |
| 2006年 | 2,808             |
| 2007年 | 2,969             |
| 2008年 | 3,042             |
| 2009年 | 3,121             |
| 2010年 | 3,271             |
| 2011年 | 3,299             |
| 2012年 | 3,374             |
| 2013年 | 3,495             |
| 2014年 | 3,534             |
| 2015年 | 3,589             |
| 2016年 | 3,663             |
| 2017年 | 3,750             |
| 2018年 | 3,747             |
| 2019年 | 3,759             |
| 2020年 | 3,017             |
| 2021年 | 3,166             |
| 2022年 | 3,436             |
| 2023年 | 3,684             |

21世紀に開業した関西本線では最も新しい駅ではあるが、従来より存在する近鉄戸田駅よりも利用客が多く、少しずつ増加している。

## 駅周辺
- 中川区役所富田支所
- 中川保健センター富田分室
- 名古屋市富田図書館
- 富田公園
- 名古屋市立富田中学校
- 名古屋市立はとり中学校
- 名古屋市立春田小学校
- 名古屋第二環状自動車道（名二環）
- 環状2号（名古屋環状2号線、国道302号）
- 近鉄名古屋線 戸田駅

## バス路線
最寄りのバス停は、交通広場にある春田駅である。名古屋市交通局・名古屋市営バス（市バス）により以下の路線が運行されている。開業後の3月23日より乗り入れている。
- 金山22：金山 / 地下鉄高畑 / 戸田
- 高畑17：地下鉄高畑 / 戸田荘
- 中村11：中村公園
- 中村12：中村公園 / 服部
- 春田11：南陽交通広場（イオンモール名古屋茶屋）
- 富田巡回：戸田 / 戸田荘
- 南陽巡回：戸田荘 / 河合小橋

## 隣の駅
東海旅客鉄道（JR東海）
CJ 関西本線
■快速「みえ」・■快速
通過
■区間快速・■普通
八田駅 (CJ01) - 春田駅 (CJ02) - 蟹江駅 (CJ03)